# Johann Heinrich Witschel
Johann Heinrich Witschel (* 9. Mai 1769 Henfenfeld bei Hersbruck (Mittelfranken); † 24. April 1847 in Kattenhochstatt bei Weißenburg in Bayern) war ein deutscher evangelischer Pfarrer und Dekan in Kattenhochstatt sowie kurzzeitig Landtagsabgeordneter im Königreich Bayern.

## Leben
Witschel wurde 1769 in Henfenfeld im heutigen Landkreis Nürnberger Land geboren und besuchte die Lorenzschule in Nürnberg und studierte ab 1788 Theologie in Altdorf. Er predigte ab 1794 an der Dominikanerkirche in Nürnberg, bevor er 1801 Pfarrer in Igensdorf, 1815 Stadtpfarrer und Distriktdekan in Gräfenberg und 1818 Pfarrer und dann Dekan in Kattenhochstatt wurde. Der bayerischen Kammer der Abgeordneten gehörte er für die Klasse IIIb im Stimmkreis Obermainkreis 1819 nur wenige Wochen an, bevor er eine Pfarrstelle außerhalb des Stimmkreises annahm und am 23. März 1819 aus dem Parlament ausschied.
Er zeichnete sich vor allem durch seine literarische Tätigkeit aus. So verfasste er mehrere erbauliche Schriften, Dichtungen, Prosa wie auch ein Schauspiel. Im Gedächtnis sind vor allem seine Spruchweisheiten geblieben. Sein Andachtsbuch Morgen- und Abendopfer in Gesängen erschien in mindestens elf Auflagen und sei „neben Zschokke's Stunden der Andacht ohne Frage das verbreitetste Andachtsbuch unter uns in der Zeit des Rationalismus gewesen“, wie Carl Bertheau 1898 in Witschels biografischem Eintrag in der ADB feststellte. Bertheau, selbst evangelischer Theologe, äußerte sich ansonsten sehr kritisch zu dem Werk: „Es kann nicht geläugnet werden, daß der poetische Werth dieser Lieder (wie fast aller andern Witschel's) unglaublich gering und ihr Inhalt der seichteste und geistloseste Rationalismus ist, so daß uns heute oft schwer werden will, die Worte ernst zu nehmen.“
Witschel heiratete Anna Margarete Karoline Thomasius (Urenkelin von Christian Thomasius). Die Ehe blieb kinderlos. Witschel verstarb 1847 in Kattenhochstatt, heute eingemeindet nach Weißenburg (Landkreis Weißenburg-Gunzenhausen).
In Nürnberg-Sündersbühl wurde die Witschelstraße nach ihm benannt.

## Schriften
- Hermolaus (Nürnberg 1796);
- Die Nacht am Rhein (1797);
- Pantheon für Damen (Nürnberg 1797);
- Dichtungen (1798);
- Belsora (Nürnberg 1799);
- Moralische Blätter (Nürnberg 1801);
- Morgen- u. Abendopfer in Gesängen (Nürnberg 1803);
- Etwas zur Aufheiterung (Sulzbach 1809);
- Auswahl von Gesängen u. Liedern zur häuslichen Erbauung (Hannover 1817);
- Ueber die Herabwürdigung des Sonntags. Eine geharnischte Rede (Sulzbach 1822);
- Gebet Buch, eilfte Auflage (letzter Band)mit Lied "Der neue Tempel" (20. Januar 1847, Kattenhochstadt)